# Sextus Vettulenus Cerialis
Sextus Vettulenus Cerialis war ein im 1. Jahrhundert n. Chr. lebender Angehöriger des römischen Senatorenstandes.
Vettulenus Cerialis war Kommandeur (Legatus legionis) der Legio V Macedonica bei der Eroberung von Jerusalem. Danach war er der erste Statthalter (Legatus Augusti pro praetore) in der neuen Provinz Iudaea und damit auch Kommandeur der Legio X Fretensis, die nach der Eroberung in Jerusalem stationiert wurde.
Nach Rom zurückgekehrt, wurde er vermutlich spät im Jahr 71 oder im Jahr 72 Suffektkonsul. Durch zahlreiche Militärdiplome ist belegt, dass er von 73 bis 78 n. Chr. Statthalter der Provinz Moesia war. Möglicherweise war er im Amtsjahr 83/84 Statthalter (Proconsul) in der Provinz Africa.